# Coupe des clubs champions européens féminine de handball 1966-1967
Navigation
Coupe des clubs champions 1965-1966 Coupe des clubs champions 1967-1968
La Coupe des clubs champions européens féminine de handball 1966–1967 est la 7e édition de la plus grande compétition européenne des clubs féminins de handball. Organisée par la Fédération internationale de handball, elle s'est tenue de décembre 1966 au 2 avril 1967, date de la finale qui s'est jouée à Bratislava en Tchécoslovaquie. Treize clubs ont participé à cette édition.
Le SC Leipzig s'est à nouveau hissé jusqu'en finale mais s'est fait cette fois battre par le Žalgiris Kaunas. Cette victoire signifiait le début de la domination outrageuse des équipes soviétiques jusqu'à la chute de l'URSS.

## Participants
Trois équipes sont exemptes du premier tour : le SC Leipzig en tant que tenant du titre, Frederiksberg car un club danois était finaliste la saison précédente et le Bayer Leverkusen à la suite d'un tirage au sort.
| Club                         | Motif de qualification             |
| ---------------------------- | ---------------------------------- |
| Tour préliminaire            |                                    |
| SC Empor Rostock             | Vice-champion d'Allemagne de l'Est |
| Akademik Sofia               | Champion de Bulgarie               |
| ES Colombes                  | Champion de France 1966            |
| Budapesti Spartacus          | Champion de Hongrie                |
| HV Swift Roermond            | Champion des Pays-Bas              |
| Sośnica Gliwice              | Champion de Pologne                |
| Universitatea Timișoara (en) | Champion de Roumanie               |
| Bohemians Prague             | Champion de Tchécoslovaquie        |
| Žalgiris Kaunas              | Champion d'Union soviétique        |
| Podravka Koprivnica          | Champion de Yougoslavie            |
| Quarts de finale             |                                    |
| SC Leipzig                   | Champion de RDA et tenant du titre |
| Frederiksberg IF             | Champion du Danemark               |
| Bayer Leverkusen             | Champion d'Allemagne de l'Ouest    |

## Résultats

### Tour préliminaire
| Club                | Aller  | Total   | Retour | Club                 |
| ------------------- | ------ | ------- | ------ | -------------------- |
| HV Swift Roermond   | 5 – 12 | 11 – 20 | 6 – 8  | Podravka Koprivnica  |
| Bohemians Prague    | 9 – 4  | 21 – 10 | 12 – 6 | ES Colombes          |
| Sośnica Gliwice     | 8 – 9  | 13 – 21 | 5 – 12 | Univ. Timișoara (en) |
| Budapesti Spartacus | 5 – 3  | 20 – 08 | 15 – 5 | Akademik Sofia       |
| Žalgiris Kaunas     | 9 – 8  | 15 – 14 | 6 – 6  | SC Empor Rostock     |

### Quarts de finale
| Club                 | Aller  | Total    | Retour  | Club                |
| -------------------- | ------ | -------- | ------- | ------------------- |
| SC Leipzig           | 15 – 8 | 25 – 15  | 10 – 7  | Podravka Koprivnica |
| Bohemians Prague     | 7 – 6  | 12* – 12 | 5 – 6   | Bayer Leverkusen    |
| Univ. Timișoara (en) | 8 – 2  | 18 – 12  | 10 – 10 | Frederiksberg IF    |
| Žalgiris Kaunas      | 11 – 8 | 18 – 16  | 7 – 8   | Budapesti Spartacus |

* Le Bohemians Prague est qualifié par tirage au sort aux dépens du Bayer Leverkusen.

### Demi-finales
| Club            | Aller  | Total   | Retour | Club                 |
| --------------- | ------ | ------- | ------ | -------------------- |
| SC Leipzig      | 13 – 3 | 23 – 09 | 10 – 6 | Bohemians Prague     |
| Žalgiris Kaunas | 10 – 7 | 14 – 12 | 4 – 5  | Univ. Timișoara (en) |

### Finale
| 2 avril 1967 | Žalgiris Kaunas | 8 – 7   | SC Leipzig       | Bratislava (Tchécoslovaquie) Affluence : 1 000 |
| 2 avril 1967 | Janilionytė 3   | (3 – 3) | trois joueuses 2 | Bratislava (Tchécoslovaquie) Affluence : 1 000 |
| 2 avril 1967 | frauenhandball  |         |                  | Bratislava (Tchécoslovaquie) Affluence : 1 000 |

| Žalgiris Kaunas : Rožė Stasiulevičienė (GB, 1re-60e) – Regina Bitinaitė (2), Danutė Vaitiekūnaitė, Elena Petkienė (2), Pajauta Dimaitė (1), Neverbickaitė, Stefanija Leščinskaitė, Elena Janilionytė (3). | SC Leipzig : Hannelore Zober (GB, 1re-28e), Ingrid Warnecke (GB, 28e-60e) – Hella Wagner (1), Christine Coen (2), Christa Hülßner, Barbara Helbig, Waltraud Hermann (2), Renate Müller, Maria Rüdrich (Winkler) (2), Bärbel Braun. |

## Les championnes d'Europe
| Champion d'Europe - Coupe des clubs champions féminine 1966-1967 Žalgiris Kaunas 1er titre |

L'effectif du Žalgiris Kaunas, entraîné par Fausta Bimbienė, était composé de, : Regina Bitinaitė, Pajauta Dimaitė, Gražina Galminaitė, Elena Janilionytė, Gražina Lapinskaitė, Anelė Lasickaitė, Stefanija Leščinskaitė, Angelė Neverbickaitė-Pasvenskienė, Elena Klumbytė-Petkienė, Rožė Stasiulevičienė, Danutė Vaitiekūnaitė, Eleonora Zabulėnaitė.